# Falkenthal
Falkenthal è una frazione (Ortsteil) del comune tedesco di Löwenberger Land, nel Land del Brandeburgo.

## Monumenti e luoghi d’interesse
Chiesa (Dorfkirche)Edificio gotico in pietra con torre di facciata costruita nel 1702.